# RTL Exclusief (2009)
RTL Exclusief is een Nederlands televisieprogramma dat werd uitgezonden door RTL 4. De eerste uitzending van het programma was op 15 april 2009. In de eerste twee afleveringen van het programma had misdaadjournalist
John van den Heuvel exclusieve gesprekken met mensen die de afgelopen jaren veel in het nieuws zijn geweest. De derde en laatste aflevering werd gepresenteerd door Roelof Hemmen.

## Format
Het programma werd geïntroduceerd als een exclusief programma dat niet standaard een seizoen heeft met meerdere afleveringen. Eens in de zoveel tijd verscheen een aflevering met daarin een speciaal onderwerp.
De eerste aflevering werd uitgezonden op 15 april 2009 en stond volledig in teken van de Hells Angels, voor deze aflevering reis presentator John van den Heuvel af naar Zuid-Amerika om daar uitvoerig te spreken met de ondergedoken ex-Hells Angel Angelo Diaz. De tweede aflevering werd uitgezonden op 22 april 2009 en stond in teken van de Deventer Moordzaak, in deze aflevering sprak Van den Heuvel onder andere de dader Ernest Louwes en zijn vrouw. De derde en laatste aflevering werd uitgezonden op 4 september 2009 en stond in het teken van de aanslag op Koninginnedag in 2009. Deze laatste aflevering werd gepresenteerd door Roelof Hemmen.

## Afleveringsoverzicht
| Datum            | Onderwerp                      | Geïnterviewde  | Kijkcijfers |
| ---------------- | ------------------------------ | -------------- | ----------- |
| 15 april 2009    | Hells Angels                   | Angelo Diaz    | 872.000     |
| 22 april 2009    | Deventer moordzaak             | Ernest Louwes  | 637.000     |
| 4 september 2009 | Het verdriet van Koninginnedag | Diverse mensen | niet bekend |

## Trivia
- In 2020 kwam RTL 4 met een gelijknamig programma dat dient als een satirische talkshow (die later veranderde in een satirische nieuws-quiz) dat gepresenteerd wordt door Beau van Erven Dorens.[3][4]